# Donacia wightoni
Donacia wightoni es una especie de insecto coleóptero de la familia Chrysomelidae.
Fue descrita científicamente en 1990 por Askevold.